# Aemilius Magnus Arborius
Aemilius Magnus Arborius (4e eeuw) was een Gallo-Romeinse Latijnse dichter en hoogleraar in de retorica. Hij was de auteur van een gedicht in tweeënnegentig regels in elegeïsch vers met de titel Ad Nympham mimis cultam. Dit gedicht bevat veel passages van eerder levende dichters. Het toont de sporen van de moeizame kunstmatigheid die veel Latijnse poëzie uit de vierde eeuw kenmerkt. Het gedicht werd in verschillende latere bloemlezingen herdrukt.
Aemilius Magnus Arborius was hoogleraar in de retoriek in Tolosa (het huidige Toulouse) in het zuiden van Gallië. Hij was een oom van moederszijde van de dichter Ausonius, die zijn oom in zijn Parentalia prijst en ook vermeldt dat hij de vriendschap genoot van de broers van keizer Constantijn I, toen dezen in Tolosa leefden. Later werd hij zelfs naar Constantinopel gehaald als toezichthouder op de opvoeding van een van de Caesars.
- Bibliothèque nationale de France: cb12559319r (data)
- International Standard Name Identifier: 0000 0003 8254 4476
- Istituto Centrale per il Catalogo Unico: SBNV091393
- Système universitaire de documentation: 223469351
- Virtual International Authority File: 266055796